# 소 요시시게 (에도 시대)
소 요시시게(宗義蕃, そう よししげ)는 일본 에도 시대 쓰시마 후추번(対馬府中藩)의 9대 번주(藩主)이다. 통칭 몬도(主水).
그의 이름은 요시시게 또는 요시아리(よしあり)라고도 읽는다.

## 생애
교호(享保) 2년(1717년) 7월 25일 6대 번주 소 요시노부(宗義誠, 옛 이름 우지에 미치노부氏江方誠)의 둘째 아들로 태어났다.
교호 15년(1730년)에 아버지가 사망하고 삼촌 미치히로(方熈)가 7대 번주가 되었다. 이듬해인 교호 16년(1731년) 5월에 맏형 요시유키(義如)가 삼촌 미치히로의 양서자(養嗣子)가 되었으므로 그 동생인 아사노스케(浅之允)가 우지에 가문의 후계자가 되었다. 또한 이듬해 교호 17년(1732년)에 요시유키가 8대 번주가 되고 그 뒤 아사노스케도 원복을 거행하고 요시유키로부터 이름 한 자를 받아서 우지에 유키나리(氏江如苗)라 칭하였다.
겐분(元文) 4년(1739년) 7월 요시유키로부터 가로(家老)로 임명되었다. 호레키(宝暦) 2년(1752년) 요시유키가 천연두로 사망하고 그의 양자로써 가독을 잇고 9대 번주가 되었으며, 4월에 종4위하로 서위되고 시종(侍従) ・ 쓰시마노카미(対馬守)로 임명되었으며, 5월에 정식으로 소 씨 성을 회복하고 이름도 요시시게(義蕃)로 바꾸었다.
호레키 12년(1762년) 윤4월 28일에 가독을 요시유키의 적남으로써 자신이 양자로 삼았던 요시나가(義暢)에게 넘겨주고 은거하였으나, 번의 주도권은 여전히 그가 쥐고 있었고 이는 안에이(安永) 3년(1744년) 5월까지 계속되었다.
안에이 4년(1775년) 8월 12일에 사망하였다. 향년 59세.

## 조선과의 외교
한국의 《동문휘고》(同文彙考) 부편(附編) 권6 고부(告訃)에는 요시시게의 전임 도주(島主) 소 요시유키의 유물을 바치는 서계와 신임 도주가 된 요시시게가 조선의 예조 참의에게 보내는 서계와 답서가 기록되어 있다. 《변례집요》권1 별차왜편에는 요시시게가 9대 번주로 취임한 이듬해에 해당하는 조선 영조 29년(1753년) 2월에 신임 도주 평의번(平義蕃, 소 요시유키)의 도서청개대차왜(圖書請改大差倭)가 올 것임을 선문두왜(先文頭倭)를 통해 예보하였고, 그 달에 대마도주환도고지차왜(對馬島主還島告知差倭) 즉 쓰시마 도주가 에도에서 쓰시마로 돌아왔음을 조선에 고하기 위한 쓰시마측의 사절로써 평영행(平榮行), 봉진압물 1인, 반종 5명, 격왜 40명이 서계를 지참하고 초량왜관으로 왔다. 그리고 3월에 정식으로 전임 도주 평의여(平義如, 소 요시유키)의 죽음을 알리는 고부차왜(告訃差倭)가 소 요시유키의 유언장, 신임 도주 요시시게의 고부(告訃) 서계가 조선의 예조 및 동래부사와 부산진첨사에게 보내졌고, 조선측은 신임 도주 요시시게에게 전례대로 도서(圖書)를 작성해 보내주게 하였다.
《영조실록》에는 영조 34년(1758년) 조선 조정에 침향(沈香)을 바쳤는데, 이보다 앞서 조선에서는 숙종의 계비 인원왕후 김씨와 영조의 정비 정성왕후 서씨가 같은 해인 영조 33년(1757년) 각기 차례대로 세상을 떠났다. 쓰시마에서도 전례대로 조선에서의 국상에 대해 조문 사절을 보내 향을 바쳤는데, 침향이 중국에서 수입되어 에도를 거쳐 쓰시마로 오느라 수입 과정이 길었던 데다 전년 가을에 배를 띄웠으나 풍파로 인해 해를 넘기고 나서야 부산진에 온 것이었다.
요시시게의 번주 퇴임은 그가 퇴임하고 두 달 뒤인 조선 영조 38년(1762년) 6월에 처음으로 조선에 알려졌으며, 8월에 정식으로 이 소식을 통보하는 쓰시마측의 사절인 도주퇴휴고지대차왜(島主退休告知大差倭)가 조선에 파견되어 왔다. 《참판도수각》(參判度數覺) 및 조선의 《동문휘고》 부편(附編) 권44 고경(告慶)에는 당시 파견된 도주퇴휴고지대차왜의 정관은 다전감물(多田監物) 평여민(平如敏), 도선주는 진강좌근우위문(津江佐近右衛門) 평원춘(平元春), 봉진은 대포미삼좌위문(大浦彌三左衛門)으로, 8월 2일부터 이듬해 1월 11일까지 초량왜관에 체류하였다. 신임 도주 요시나가의 승습을 조선에 알리는 도주승습고경대차왜(島主承襲告慶大差倭)가 조선에 파견된 것은 퇴휴고지대차왜가 오고 두 달 뒤인 10월의 일이었다.
통신사로 영조 39년(1763년) 일본으로 파견되었던 조엄의 《해사일기》에는 쓰시마에서 머무르던 10월 28일 도주 요시나가와 함께 사자를 보내 문안하였다고 적고 있다. 소 요시시게가 쓰시마 도주로써 현역에 있었을 때에 해당하는 1757년과 1758년에 조엄은 동래부사를 맡고 있었는데, 조엄은 "일찍이 정축년과 무인년에 각기 두 나라의 국경을 지키게 되어 여러 번 서계가 오갔는데 지금은 그대가 이미 관직에서 물러나 쉬고 있어, 공적인 예로 서로 보지 못하게 되었으니 안타깝다"고 전하게 했고, 요시시게는 이때 조엄으로부터 문안을 받고 그로부터 몇 줄의 문한(文翰)을 얻기를 원하였으나, 조엄은 아직 자신이 사신의 임무를 끝내지 못했다 하여 허락하지 않았다. 12월에는 조선 통신사선의 부기선(副騎船)이 부서졌다는 소문을 듣고 특별히 비선(飛船)을 보내어 위문하기도 하였다. 조엄은 또 "최근에 와서는 모든 접대와 수응하는 예절이 점차 전일보다 못한데 이는 세월이 오래되어 옛 은혜를 잊어버린 것뿐만 아니라, 또한 쓰시마의 빈곤함이 더욱 심하여졌거나 정세와 태도가 더욱 교묘하여진 듯하다"고 평하였다. 영조 40년(1764년) 6월 19일 조선통신사선이 서박포(西泊浦)에 이르렀을 때 요시시게의 아들 시게토시(蕃壽)가 보낸 우지에 효고(氏江兵庫)가 일본의 물품 4, 5종을 가지고 와서 통신사 삼사(三使)에게 바쳤는데, 당시 조엄은 사행단에게는 이에 대해 보답으로 줄 것이 없고, 회례(回禮)와는 다르므로 받을 수 없는 것이지만 외국인의 호의를 거절할 수 없다는 이유로 명주ㆍ종이ㆍ과일ㆍ먹 따위 6가지를 보냈다고 한다. 조엄은 후추(府中)에 머무르고 있을 때 먼발치에서 요시시게의 아들들을 본 적이 있었는데, 시게토시의 사자가 왔을 때 "평의번(平義蕃)은 위인이 어렵다고 하였는데, 이제 그의 네 아들은 다 사람다우니 마주(쓰시마)의 권력이 장차 그들에게 돌아가려는가?"라고 평했다.
소 요시시게의 죽음을 알리고 돌아가던 쓰시마의 차왜(사절)는 풍랑으로 거제의 장목포(長木浦)에 표류했는데, 당시 거제부에서 즉시 그들이 귀국할 양미(糧米)를 제공해 주지 않은 것 때문에 본진(本鎭)의 진례(鎭隷)가 차왜의 배에 붙잡혀 있었고, 조선의 영의정 김상철(金尙喆)의 진언대로 동래부사(東萊府使)를 시켜 초량왜관의 수직왜인에게 차후 대책에 대한 강구를 전하고 거제 부사(巨濟府使) 이장한(李章漢)을 파직하였으며, 가덕도(加德島)와 다대포(多大浦) 진장들도 모두 파직 및 체포되었다.

## 요시시게로부터 이름자를 받은 사람
요시시게 시대(※앞에서 언급한 바와 같이, ｢蕃｣이라는 한자는 일본어로 ｢시게｣しげ와 ｢아리｣あり라는 두 가지 읽는 법이 존재한다)에 그로부터 그의 이름 한 글자를 받은 사람들은 다음과 같다.
- 우지에 시게토시(氏江蕃寿) - 요시시게 자신의 장남으로 우지에 씨(氏江氏)로써 적남(嫡男)이었다.
- 소 시게타케(宗 蕃建) - 요시시게의 셋째 아들로 여덟째 아들 묘 다쓰토키(苗建斎)에게 ｢다케｣(建)라는 이름자를 주었다.
- 다카세 시게히사(高瀬蕃常) - 사촌 형제, 삼촌으로 7대 번주였던 소 미치히로의 둘째 아들이다. 일곱째 아들 쓰네히사의 양아버지라고도 여겨지고 있다.